# وليم بي بلاك
وليم بي بلاك (بالإنجليزية: William B. Black)‏ هو سياسي أمريكي، ولد في 11 نوفمبر 1941 في دانفيل في الولايات المتحدة. حزبياً، نشط في الحزب الجمهوري. وقد انتخب عضو مجلس نواب إلينوي.